# Magdalenenkirche (Kaltwasser)

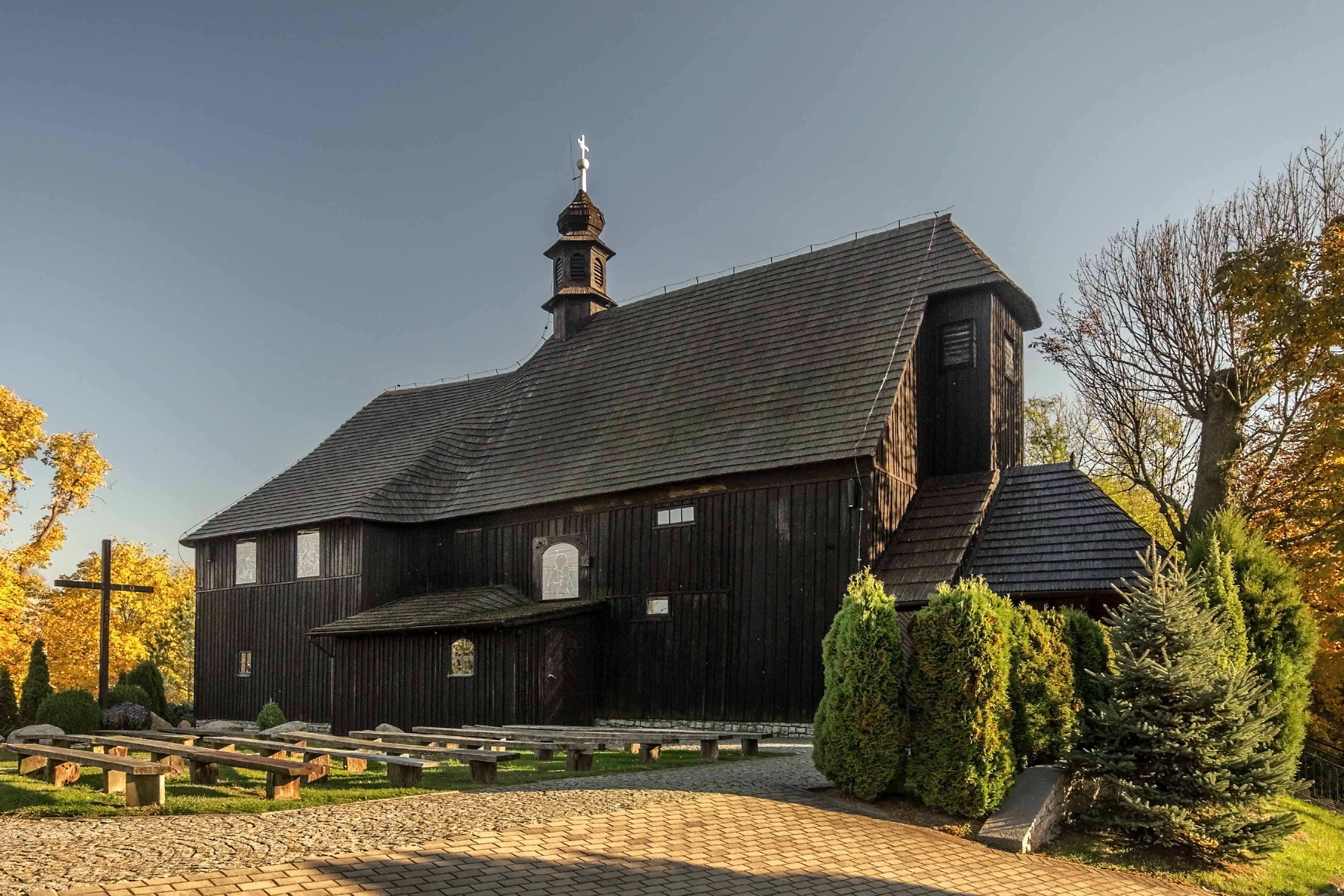
Ansicht der Magdalenenkirche

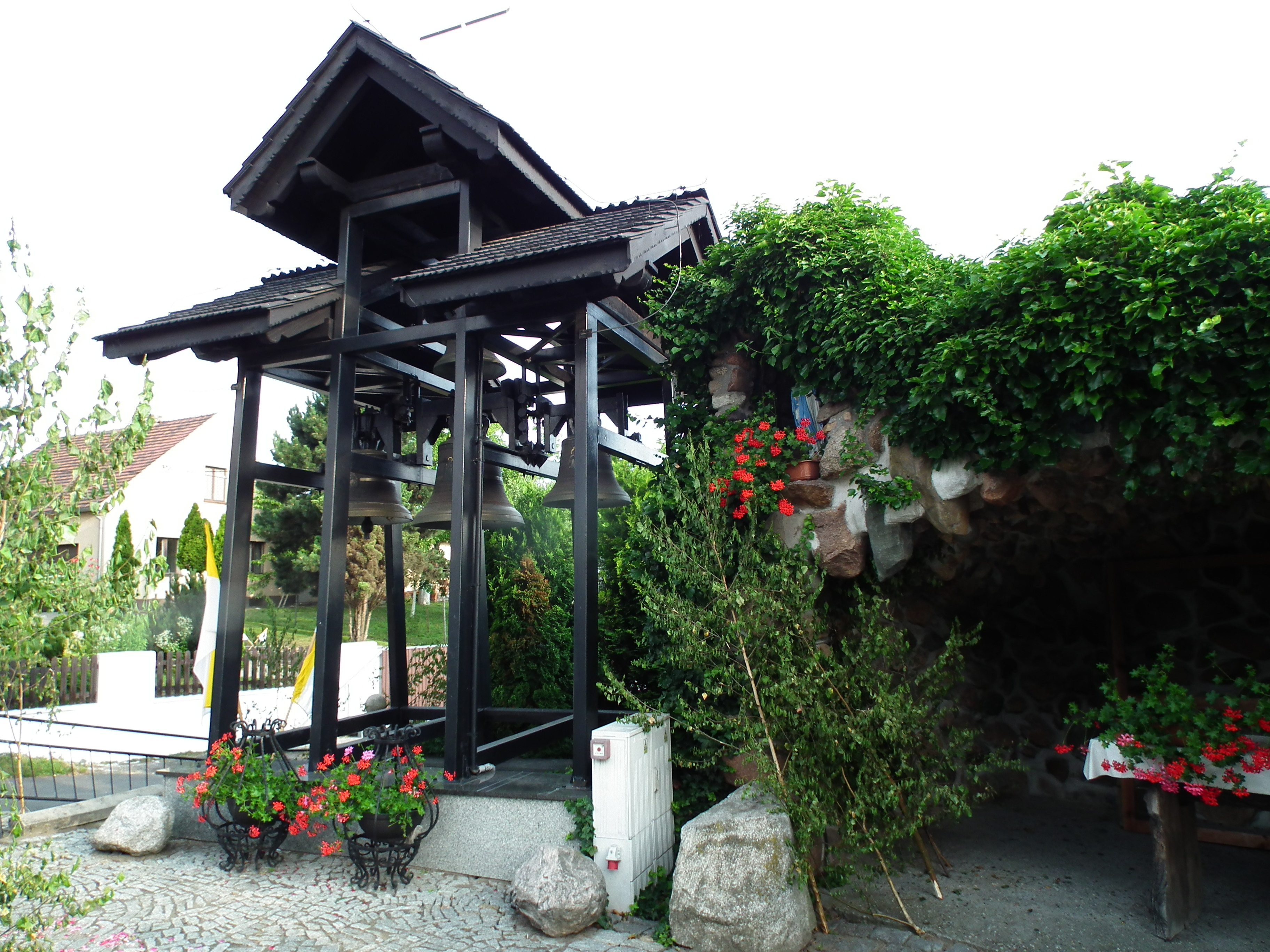
Kirchenglocken

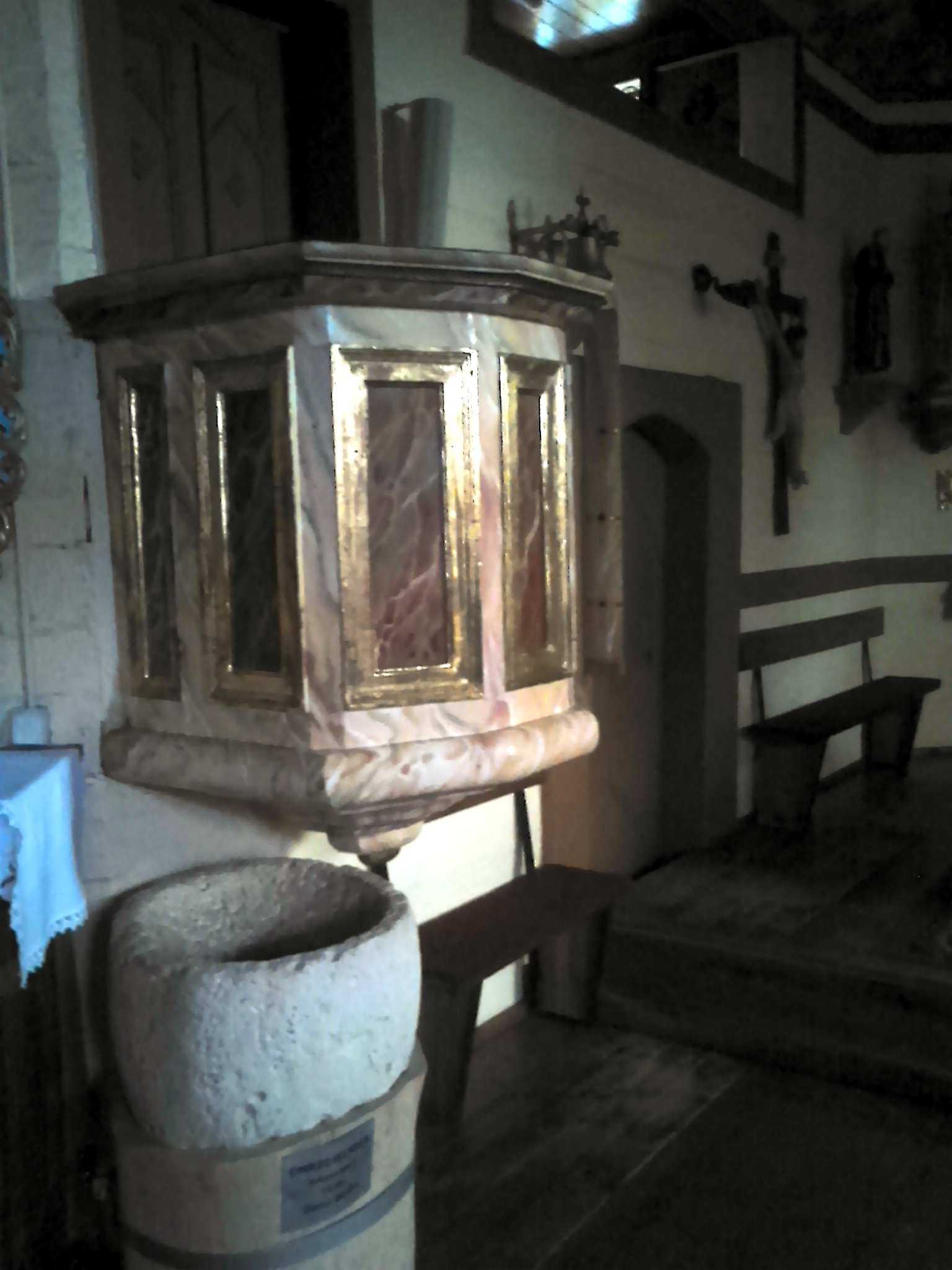
Innenansicht

Die Magdalenenkirche (auch Maria-Magdalenen-Kirche) im oberschlesischen Kaltwasser in der Gemeinde Ujest ist eine römisch-katholische Filialkirche. Die Schrotholzkirche im barocken Stil stammt aus dem 18. Jahrhundert und ist der heiligen Maria Magdalena geweiht. Die Magdalenenkirche gehört der Pfarrgemeinde St. Elisabeth in Klutschau an, die dem Dekanat Ujest des Bistums Opole (Oppeln) zugehörig ist. Sie befindet sich an der Ulica Ujazdowska 20 auf einer kleinen Anhöhe.

## Geschichte
Im 14. Jahrhundert wurde eine Pfarrei im Ort erwähnt. Die erste Holzkirche wurde wohl im 15. Jahrhundert errichtet. Von 1524 bis 1701 war sie protestantisch, danach katholisch. 1679 war die Kirche laut Visitation noch Filiale von Jarischau, bereits 1687/1688 war sie Filiale von Klutschau. In der Visitation von 1687/1688 wurde sie als Adalbert-und-Maria-Magdalenenkirche bezeichnet. 1748 wurde die Kirche im barocken Stil umfangreich umgebaut bzw. neu gebaut. Am 10. Juni 1954 wurde sie unter Denkmalschutz gestellt. Bei Renovierungsarbeiten im Jahr 2006 wurde ein historisches steinernes Taufbecken im Boden entdeckt.

## Architektur
Bei der Magdalenenkirche handelt es sich um ein barockes Bauwerk in Blockbauweise aus Schrotholz auf einem Fundament aus Stein. Die Kirche ist einschiffig, geostet und heute von außen mit Holzbrettern verkleidet. Der Chor ist an drei Seiten geschlossen, daneben befindet sich die Sakristei. Die Eingangstür besitzt einen antiken Schlosseinsatz aus dem 18. Jahrhundert in Form eines Soldaten. Sie besitzt an ihrer Vorderseite einen einzelnen kleinen Kirchturm, der sich nach oben hin verjüngt und seit einer Umgestaltung und Vergrößerung des Kirchenschiffs jedoch nicht über das Dach hinausragt. Anfang des 20. Jahrhunderts ragte der ursprüngliche Turm ein wenig über das Dach des Kirchenschiffs hinaus. Ein weiterer kleiner achteckiger Turm mit Zwiebelhaube befindet sich auf dem Dach als Dachreiter. Das Dach ist mit Schindeln gedeckt.
Die Kirche besitzt eine Empore auf vier Säulen mit einer Orgel. Zur Ausstattung der Kirche gehören barocke Altäre mit Reliefs und Skulpturen des heiligen Johannes der Evangelist und des heiligen Rochus. Der Hauptaltar besitzt ein Bild der heiligen Maria Magdalena. Eine Kanzel aus der ersten Hälfte des 19. Jahrhunderts. Zwei Weihwasserbecken aus dem 17. Jahrhundert. Ein barockes Kruzifix aus der Wende vom 17. zum 18. Jahrhundert. Ein Leuchter aus dem 19. Jahrhundert. Eine gotische Glocke aus dem 15. Jahrhundert.
Neben der Kirche finden sich eine Mariengrotte mit Marienfigur, ein Bildstock mit einer Nepomukstatue, eine Holzkonstruktion, an der mehrere Kirchenglocken angebracht sind, ein Wegkreuz aus Stein mit einer Marienfigur, ein Wegkreuz aus Holz und ein Grabkreuz. Ursprünglich befand sich der Friedhof an der Kirche.